# Svenska vattenkraftföreningen
Svenska vattenkraftföreningen var en förening under 1900-talet som fungerade som en branschorganisation för företag inom vattenkraft i Sverige.
Ursprungsdokumentet om ett svenskt vattenkraftsförbund är undertecknat den 9 september 1908 av ingenjör Sven Lübeck, en av de tio herrar som ingick i organisationskommittén. Svenska vattenkraftföreningen grundades sedan 5 oktober 1909 i Stockholm som en sammanslutning av företag (som mest några hundra i branschen). Sekreterare under föreningens första dryga decennium var Sven Lübeck.
Föreningen fick ett uppsving under första världskriget, då bristen på importerade fossila bränslen blev påtaglig, och blev remissinstans för lagstiftning med anknytning till vattenkraft. År 1918 antog riksdagen den lag som möjliggjorde utbyggnad av vattenkraften. Ellagen stimulerade till samarbete mellan konkurrenter, ett samarbete som präglat elhistorien i Sverige.
Svenska vattenkraftföreningen bytte 1966 namn till Svenska kraftverksföreningen, vilken år 2000 uppgick i Svensk Energi, vilken i sin tur 2016 tillsammans med Svensk Fjärrvärme bildade Energiföretagen Sverige, som är en medlemsförening för den svenska energibranschen och som samlar omkring 400 företag.